# Station Petach Tikva Segoela
Station Petach Tikva Segoela (Hebreeuws: תחנת הרכבת פתח תקווה סגולה Taḥanat Harakevet Petach Tikva Segoela) is een treinstation in de Israëlische stad Petach Tikva. Het is een station op het traject Hod Hasjaron-Tel Aviv en Hod Hasjaron-Harisjoniem.
| Eindbestemming       | Vorig station      | Lijn                     | Volgend station                   | Eindbestemming    |
| -------------------- | ------------------ | ------------------------ | --------------------------------- | ----------------- |
| Hod Hasjaron Sokolov | Rosj Haäjin Tsafon | Hod Hasjaron-Harisjoniem | Station Petach Tikva Kirjat Arjee | Harisjoniem       |
| Hod Hasjaron Sokolov | Rosj Haäjin Tsafon | Hod Hasjaron-Tel Aviv    | Station Petach Tikva Kirjat Arjee | Tel Aviv Hahagana |